# Themistios
Themistios (altgriechisch Θεμίστιος; * um 317; † nach 388) war ein spätantiker Rhetor, Philosoph und Politiker. Obwohl er kein Christ war, erfreute er sich der Gunst der christlichen römischen Kaiser, die ihn mit wichtigen Aufgaben betrauten. Seine Reden sind wertvolle Quellen für die Politik und Geistesgeschichte seiner Zeit. Seine sowohl vom Aristotelismus als auch vom Platonismus geprägte Philosophie zeigt eine zeittypische Tendenz zur Harmonisierung der Schulrichtungen. In seinen philosophischen Schriften gibt er den Inhalt einzelner Werke des Aristoteles wieder, wobei er ihn didaktisch aufbereitet. Diese Paraphrasen erzielten – auch in mittelalterlichen arabischen und lateinischen Übersetzungen – eine starke Nachwirkung.
Die Epoche, in der Themistios lebte, war von heftigen religiösen Konflikten geprägt: Christen und Nichtchristen sowie verfeindete Vertreter verschiedener christlicher Bekenntnisse bekämpften einander mit wechselndem Erfolg. Überdies wurde das Römische Reich durch die beginnende Völkerwanderung herausgefordert. Themistios sah seine Aufgabe als Philosoph und Redner darin, sich mit diesen Problemen auseinanderzusetzen und seine Position im Diskurs der Entscheidungsträger zur Geltung zu bringen. Dabei pflegte er im Einvernehmen mit dem jeweils herrschenden Kaiser zu agieren. Sowohl innenpolitisch als auch außenpolitisch trat er für eine Politik des Interessenausgleichs ein. Sein Konzept religiöser Toleranz hat bis in die Gegenwart viel Beachtung gefunden. Hinsichtlich des Umgangs mit den andrängenden fremden Völkerschaften war er der Meinung, dass es möglich und wünschenswert sei, sie zu romanisieren und zu integrieren. Eine solche Politik hielt er für zukunftsträchtiger als die Beschränkung auf militärische Abwehr.

## Leben

### Herkunft, Kindheit und Jugend
Themistios wurde um 317 wahrscheinlich auf einem Landgut seines Vaters in Paphlagonien geboren, nicht – wie manche Forscher vermutet haben – in Byzantion, dem späteren Konstantinopel. Er stammte aus einer wohlhabenden paphlagonischen Philosophenfamilie und hatte mehrere Brüder. Schon sein nicht namentlich bekannter Großvater war als Philosoph hervorgetreten und von Kaiser Diokletian, an dessen Hof er sich aufhielt, geschätzt und begünstigt worden. Der Vater, Eugenios, war ein Neuplatoniker. Eugenios war nach seinem Studium, das er wohl bei dem berühmten Neuplatoniker Iamblichos von Chalkis absolviert hatte, als Philosophielehrer tätig. Er legte die Schriften des Aristoteles aus und bemühte sich, seinen Schülern dunkle Stellen verständlich zu machen, denn er hielt den Aristotelismus für eine hervorragende Einführung in den Platonismus. Daneben behandelte er im Unterricht auch Werke bedeutender griechischer Dichter, hauptsächlich die Epen Homers, denen er einen wertvollen philosophischen Gehalt zuschrieb.
Eugenios sorgte dafür, dass Themistios eine umfassende philosophische, grammatische und rhetorische Ausbildung erhielt. Er selbst erteilte ihm Philosophieunterricht, als Grammatiklehrer stellte er anscheinend Flavius Antonius Hierocles an. Ob Themistios seine Jugend vorwiegend in Konstantinopel verbrachte oder in der paphlagonischen Heimat seiner Familie, geht aus den Quellen nicht eindeutig hervor. Seine Ausbildung erhielt er in seiner griechischen Muttersprache; die Fähigkeit, sich auf vergleichbarem Niveau lateinisch auszudrücken, hat er nie erworben. Für die rhetorische Schulung schickte Eugenios seinen Sohn zu einem Rhetoriker in einer kleinen Stadt am Schwarzen Meer in der Nähe des Flusses Phasis (heute Rioni).

### Frühe Lehrtätigkeit und Familiengründung
Themistios eignete sich das Bildungskonzept seines Vaters an; in den vierziger Jahren begann er, selbst in Konstantinopel Philosophieunterricht zu erteilen. Um 340 heiratete er seine erste Frau, die Tochter eines Philosophen. Mit ihr hatte er Kinder, darunter einen Sohn, der ebenfalls Themistios hieß. Dieser Sohn besuchte später den Unterricht des berühmten Redners Libanios in Antiochia am Orontes, starb aber bereits 357.
Schon als junger Mann erwarb Themistios sich einen ausgezeichneten fachlichen Ruf und begann mit der Abfassung seiner Paraphrasen von Schriften des Aristoteles. Sein Ruhm als Lehrer und Aristoteles-Kommentator brachte ihm zahlreiche Schüler ein, die in die Hauptstadt kamen, um ihn zu hören. Er schloss Freundschaft mit Libanios, der damals in Konstantinopel lebte; allerdings wurde das Verhältnis der beiden Redner später durch Meinungsverschiedenheiten und Rivalität getrübt.

### Politische Karriere unter Kaiser Constantius II.

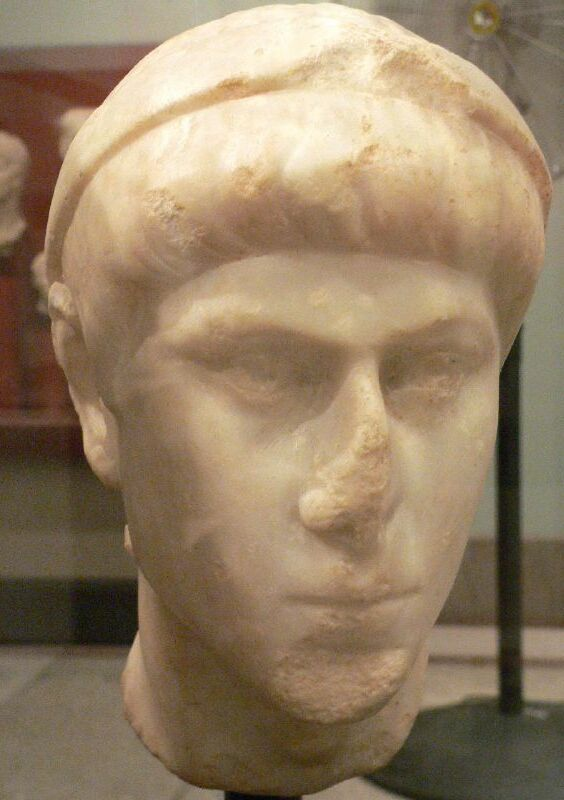
Büste Constantius’ II., Archäologisches Museum der University of Pennsylvania

Gefördert wurde Themistios von dem Offizier Flavius Saturninus, dessen Tugenden und diplomatisches Geschick er später in seiner 16. Staatsrede würdigte. Es war wohl Saturninus, der ihn am Kaiserhof einführte. Ins politische Rampenlicht trat Themistios mit der ersten seiner Staatsreden, die er 350 oder 351 in Konstantinopel oder in Ancyra zur Verherrlichung der Philanthropie des Kaisers Constantius II. hielt. Bald erlangte er eine einflussreiche Stellung. Es fehlte aber nicht an Neidern und Gegnern; deren Feindseligkeit dürfte zu den Motiven gehört haben, die ihn dazu bewogen, ernsthaft über eine Übersiedlung nach Antiochia nachzudenken, von wo er ein attraktives Angebot erhalten hatte. Vermutlich um seinen Wegzug aus Konstantinopel zu verhindern, berief ihn Constantius II. 355 in den Senat der Hauptstadt. Dafür bedankte sich der Geehrte im November 355 mit seiner zweiten Staatsrede.
Im Frühjahr 357 begab sich Themistios als Gesandter des Senats von Konstantinopel nach Rom, um Constantius II., der dort einen militärischen Erfolg und vielleicht auch sein zwanzigjähriges Herrschaftsjubiläum feierte, in einer Rede zu preisen und ihm einen goldenen Kranz zu überreichen. Sein Auftreten hinterließ in Rom einen so tiefen Eindruck, dass man ihn vergeblich zu dauerhaftem Bleiben zu überreden versuchte. Ein wichtiger Nebeneffekt war, dass Themistios bei dieser Gelegenheit den Kaiser dazu bewegen konnte, die früher verfügte Halbierung der für Konstantinopel vorgesehenen Annona (Lebensmittellieferung zur Verteilung an die Bevölkerung) rückgängig zu machen. Dieser Erfolg erhöhte sein Ansehen in der Hauptstadt beträchtlich.
Constantius sah in Themistios eine herausragende Persönlichkeit. Er beauftragte ihn mit der Vergrößerung der Zahl der Senatoren, um das Ansehen der Stadt, die Constantius’ Vater Konstantin der Große gegründet und zur neuen Reichshauptstadt erhoben hatte, auch in personeller Hinsicht zu heben. Für diese Aufgabe eignete sich Themistios auch deswegen, weil ihm der Glanz Konstantinopels ein Herzensanliegen war. Er hielt die städtebauliche und kulturelle Förderung der Hauptstadt für eine der wichtigsten Aufgaben des Kaisers; als Redner würdigte er Constantius’ Leistungen auf diesem Gebiet eingehend. Seinen eigenen, hinsichtlich seiner Rolle wohl übertriebenen Angaben zufolge sorgte Themistios dafür, dass die Zahl der Senatsmitglieder von weniger als 300 auf 2000 anstieg. Auch falls diese Behauptung nicht zutreffen sollte, ist doch davon auszugehen, dass in der Folgezeit zahlreiche Senatoren ihm persönlich ihr Amt verdankten. Unter diesen Umständen war es naheliegend, dass er zum angesehensten Senatsmitglied wurde; seine wohl informelle Sonderstellung im Senat bezeichnete er selbst als prostasía (Vorrang, Leitung). Verdienste um das Kulturleben erwarb er sich, indem er den Zuzug von Gelehrten nach Konstantinopel förderte.
Verschiedentlich ist angenommen worden, dass sich seine herausragende Rolle bereits in diesem Zeitraum auch dadurch zeigte, dass ihm ein hohes Amt formell übertragen wurde. Nach einer von manchen Forschern vertretenen Hypothese war er der letzte Prokonsul von Konstantinopel, bevor Constantius das Amt des Prokonsuls im Jahr 359 abschaffte und es durch das eines Stadtpräfekten (praefectus urbi) ersetzte, womit er die Gleichstellung Konstantinopels und Roms verdeutlichte. Die gegenteilige Forschungsmeinung lautet, Constantius habe das Amt des Prokonsuls zunächst Themistios angeboten und dann, als dieser es ablehnte, anderweitig darüber verfügt. Jedenfalls war Constantius mit dem Wirken des Themistios sehr zufrieden, was er unter anderem dadurch zeigte, dass er den Philosophen im Herbst 359 an seine Tafel bat.
Allerdings war Themistios trotz seiner einflussreichen Stellung in Konstantinopel und trotz der Gunst des Kaisers in den fünfziger Jahren auch heftiger Kritik ausgesetzt. Der Konflikt mit seinen Kritikern wurde öffentlich ausgetragen, wobei er auch vor großen Volksmengen als Redner aufzutreten pflegte. Von der Schärfe der Auseinandersetzung zeugen seine Reden 23, 26 und 29, in denen er sich gegen Vorwürfe zur Wehr setzte, die seine persönliche Integrität betrafen. Seine Gegner behaupteten, er strebe nach dem Applaus der Menge, zeige eine Ruhmsucht, die eines Philosophen unwürdig sei, und locke mit materiellen Vergünstigungen Schüler an. Daher sei er in Wahrheit kein Philosoph, sondern lediglich ein Sophist. Die Bezeichnung „Sophist“, die durch Platons Kritik an der Sophistik in Misskredit geraten war, wurde in der Römischen Kaiserzeit zwar auch wertneutral verwendet, doch bei Themistios war sie wie bei seinen Gegnern abwertend gemeint. Für ihn verband sich damit die Vorstellung eines mit philosophischer Unterweisung verbundenen Gewinnstrebens, das er für unwürdig hielt. Seine finanzielle Unabhängigkeit ermöglichte ihm den Verzicht auf Unterrichtsgebühren, worauf er stolz war. Er unterstützte sogar seinerseits arme Schüler.
Zwischenzeitlich starb offenbar seine erste Frau, denn im Jahr 359 heiratete er erneut. Seine zweite Frau stammte aus Phrygien.

### Aktivität unter den Kaisern Julian und Jovian

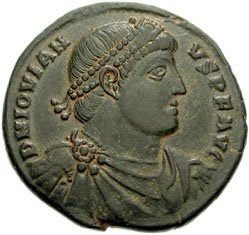
Münzbildnis Jovians

Die Deutung der Quellenaussagen zum Verhältnis zwischen Themistios und Constantius’ Nachfolger Julian ist in der Forschung umstritten. Sicher ist, dass Themistios Julian einen Brief sandte, in dem er ihm seine Auffassung von den Pflichten eines philosophisch gesinnten Herrschers darlegte. Der Brief ist verloren, doch Julians Antwort ist erhalten. Strittig ist, ob Julian seinen Antwortbrief schon 356 schrieb, als er sich noch als Caesar in Gallien aufhielt, oder erst nach seiner Machtübernahme (Ende 361), in diesem Fall vielleicht als Reaktion auf ein Glückwunschschreiben des Themistios anlässlich des Regierungsantritts. Obwohl beide zu den Anhängern der alten Religion gehörten und einander respektierten, trennten sie philosophische Meinungsverschiedenheiten. Am Hof Julians spielte Themistios keine prominente Rolle. Vermutlich 363 verfasste er einen Panegyrikus auf den Kaiser, doch erhielt er möglicherweise keine Gelegenheit, die Lobrede zu halten, da Julian auf seinem Feldzug gegen die Perser starb.
In der Forschung ist vermutet worden, Themistios’ Verhältnis zu Julians Nachfolger Jovian sei zunächst distanziert gewesen. Den Anlass zu dieser Annahme bot die von Libanios mitgeteilte Nachricht, der Senat habe Themistios gebeten, sich mit einer Gesandtschaft, die dem neuen Kaiser zu seinem Regierungsantritt gratulieren sollte, nach Antiochia zu begeben, doch habe er diese Bitte abgeschlagen. Tatsächlich gehörte er der Gesandtschaft nicht an, doch die Glaubwürdigkeit der Darstellung des Libanios gilt als zweifelhaft. Zum Jahresbeginn 364 hielt Themistios auf Wunsch des Kaisers eine Rede anlässlich des Konsulatsantritts von Jovian und dessen noch nicht einjährigem Sohn Varronian. Darin pries er die religiöse Toleranz, womit er für einen zentralen Punkt von Jovians Regierungsprogramm warb. Indirekt kritisierte er seine Marginalisierung unter Julian, indem er Jovian dafür dankte, dass er „die Philosophie“ wieder an den Hof geführt habe. Offenbar fand er die Wertschätzung des neuen Herrschers und stellte sich voll in dessen Dienst. Allerdings starb Jovian bereits im Februar 364, nachdem er nur einen Winter lang regiert hatte.

### Glanzzeit unter Valens und Theodosius I.

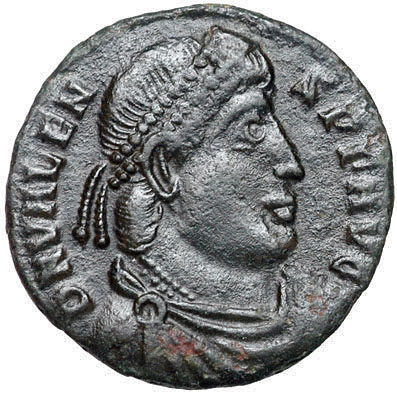
Münzporträt des Kaisers Valens

Im Jahr 364 hielt Themistios in Konstantinopel eine Rede über den Sinn der Herrschaftsteilung zwischen Jovians Nachfolgern, den Brüdern Valens und Valentinian I. Unter Valens, der im Osten des Reichs regierte, steigerte sich sein politischer Einfluss weiter. So erwähnt Themistios, dass der Kaiser seinen Rat zu beherzigen pflegte. Er bot sich als Erzieher für Valens’ jungen Sohn Valentinianus Galates an, wobei er einen Vergleich mit Alexander dem Großen und dessen Lehrer Aristoteles zog. Der frühe Tod des Kaisersohns machte diese Hoffnung zunichte. 366 oder 367 pries Themistios in einer Rede vor dem Senat, die er einige Monate nach der Niederschlagung der Rebellion des Gegenkaisers Procopius hielt, die Milde des siegreichen Kaisers Valens, obwohl Valens in Wirklichkeit nach seinem Sieg mit großer Härte gegen Oppositionelle und Verdächtige vorgegangen war. Damit signalisierte der Redner seinem Publikum im Auftrag des Kaisers, dass die Verfolgungsmaßnahmen nun beendet waren.
Zum fünfjährigen und zum zehnjährigen Herrschaftsjubiläum des Valens hielt Themistios die Festrede. Allerdings konnte Valens seinen Ausführungen nicht folgen, denn der Kaiser verfügte auch nach langjährigem Aufenthalt im Osten des Reichs nicht über ausreichende Griechischkenntnisse. 376 sandte ihn Valens zu Kaiser Gratian nach Gallien, offenbar in einer diplomatischen Mission, vermutlich zur Vorbereitung eines von Valens gewünschten Treffens der beiden Kaiser.
Der Umstand, dass Themistios an der alten Religion festhielt, scheint ihm nicht geschadet zu haben. Er durfte sogar in einer (nicht erhaltenen) Rede in Antiochia den christlichen Kaiser zu mehr religiöser Toleranz ermahnen. Dabei ging es um einen Konflikt der Christen untereinander; Themistios bat Valens, der Arianer war, um größere Duldsamkeit gegenüber den Anhängern des Bekenntnisses von Nicäa. Wahrscheinlich handelte er dabei im Einvernehmen mit Valens, dem er auf diese Weise Argumente für einen bereits geplanten Kurswechsel lieferte. In der achten Rede setzte er sich für ein schonenderes Vorgehen bei der Steuereintreibung ein und würdigte die diesbezüglich bereits erreichten Fortschritte.

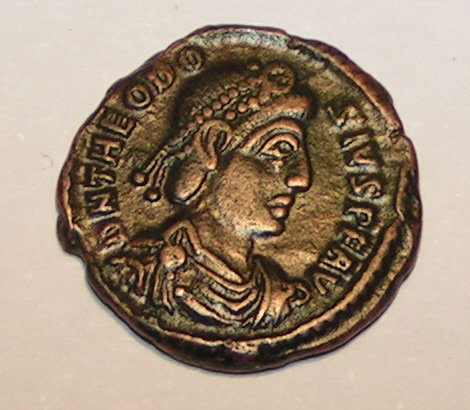
Münze Theodosius’ I.

Auch zu Kaiser Theodosius I. baute Themistios ein sehr gutes Verhältnis auf. Seine Aufgabe war weiterhin, in Reden den Herrscher zu verherrlichen und zugleich dessen Kurs der Führungsschicht des Reichs plausibel zu machen. So rühmte er 383 in seiner 16. Rede den Vertrag, den Theodosius mit den Donaugoten abgeschlossen hatte, als Frucht einer klugen, weitsichtigen Politik. Offenbar sollten Skeptiker unter den Senatoren davon überzeugt werden, dass dieser Vertrag, der die Ansiedlung der Goten im Reichsgebiet legitimierte, faktisch einem römischen Sieg gleichkam. Als außerordentlichen Erfolg wertete es Themistios, dass er zum Erzieher des Kaisersohnes Arcadius bestellt wurde. Das kaiserliche Wohlwollen zeigte sich auch darin, dass ihn Theodosius 383 oder 384 zum Stadtpräfekten von Konstantinopel ernannte. Diese Beförderung in eines der höchsten Staatsämter brachte ihm allerdings wie schon unter Constantius II. Anfeindungen ein. Die Gegner kritisierten, dass er seine Unabhängigkeit als Philosoph seinem Machtwillen geopfert habe. Der Dichter Palladas verhöhnte ihn in einem Epigramm; in der neueren Forschung wurden jedoch Argumente vorgebracht, dass diese oft angenommene Zuschreibung falsch ist und Palladas vielmehr im frühen 4. Jahrhundert gelebt hat. Jedenfalls gab der Umstand, dass Themistios das Amt schon nach wenigen Monaten niederlegte, zu Zweifeln an der Ernsthaftigkeit seines Engagements Anlass. Es wurde auch behauptet, er habe sich im Amt nicht bewährt. Dagegen verteidigte er sich in der 31. und der 34. Rede. Schon die 17. Rede, in der er dem Kaiser für die Ernennung dankte, ist in defensivem Ton gehalten und zeigt sein Bedürfnis, sich zu rechtfertigen. In seiner Verteidigung gegen die Kritik berief sich Themistios auf seine früheren Verdienste; auf konkrete Vorwürfe hinsichtlich seiner Amtsführung als Stadtpräfekt ging er nicht ein.
Aus einem Brief des Libanios geht hervor, dass Themistios 388 noch am Leben war. Da er in der späteren Korrespondenz des Libanios nicht mehr auftaucht, wird vermutet, dass er bald darauf gestorben ist. Das Gewicht dieses Arguments wird jedoch dadurch eingeschränkt, dass damals zwischen den beiden Rhetoren kein enges Freundschaftsverhältnis bestand.

## Werke
Themistios sah seine Aufgabe darin, philosophische Lehren in sprachlich schöner Form zu präsentieren. Dieses Anliegen verfolgte er sowohl in seinen philosophischen Fachschriften als auch in seinen Reden. Er wollte Philosophie und Rhetorik, deren Verhältnis im Platonismus traditionell problematisiert wurde, miteinander verbinden; nach seinem Selbstverständnis war er Philosoph und Redner, die Bezeichnung als Sophist wies er aber ausdrücklich zurück.

### Aristoteles-Paraphrasen
Die Paraphrasen (Inhaltswiedergaben) von Schriften des Aristoteles sind nicht als Kommentare im üblichen Sinn gedacht, sondern Themistios präsentiert nur den Stoff in didaktisch aufbereiteter Form, um ihn verständlicher zu machen. Zu diesem Zweck fasst er die Gedanken des Aristoteles zusammen und bemüht sich bei schwierigen Passagen um Verdeutlichung. Einerseits strafft er die Ausführungen des Aristoteles, andererseits erweitert er beträchtlich und fügt Exkurse über einzelne Fragen ein. Auch mit der Problematik inhaltlich relevanter Unterschiede in der handschriftlichen Textüberlieferung setzt er sich auseinander. Kritik an Aristoteles scheut er nicht. Der Begriff Paraphrasen, den Themistios selbst nicht verwendet hat, wurde schon in der Antike gebräuchlich.
Die Paraphrasen sind nur teilweise erhalten, zum Teil nur in hebräischer Übersetzung. Im griechischen Original erhalten sind die Paraphrasen der Analytica posteriora, der Physik und der Schrift De anima. Der Paraphrase der Analytica posteriora ist eine Einleitung mit grundsätzlichen Ausführungen zur paraphrastischen Methode vorangestellt. Nur in hebräischer Übersetzung liegt die Paraphrase von De caelo vor. Von der Paraphrase des zwölften Buches der Metaphysik sind außer einer hebräischen Übersetzung auch Fragmente einer arabischen sowie griechische Exzerpte in Aristoteles-Scholien erhalten. Von der Paraphrase der Analytica priora sind nur hebräische Auszüge überliefert. Verloren sind Paraphrasen der Kategorien und der Topik. In der mittelalterlichen arabischen Literatur finden sich Hinweise auf weitere Aristoteles-Paraphrasen des Themistios; die Glaubwürdigkeit dieser Angaben ist aber zweifelhaft, da es an anderweitigen Belegen fehlt. Die unter Themistios’ Namen überlieferten griechischen Texte von Paraphrasen der Parva naturalia und der Analytica priora sind unecht; sie sind erst im Spätmittelalter entstanden.

### Reden
Von Themistios’ Reden, die er teils vor Kaisern und hohen Würdenträgern, teils in privatem Kreise hielt, haben sich 33 im griechischen Original erhalten. Der byzantinische Gelehrte Photios (9. Jahrhundert) teilt mit, ihm seien 36 „politische Reden“ bekannt gewesen. Als „Staatsreden“ bezeichnet man die Reden 1–11 und 13–19; bei der Rede, die traditionell als zwölfte gezählt wird, handelt es sich um eine Fälschung aus dem 16. Jahrhundert. Weitere in den Quellen bezeugte Staatsreden sind verloren. Die Reden 20–34 bilden die Gruppe der „privaten“ Reden; sie sind zwar auch für die Öffentlichkeit bestimmt und behandeln teilweise politische Angelegenheiten, doch weisen sie einen weniger offiziellen Charakter auf als die Staatsreden. Hierzu gehören unter anderem die Grabrede auf Themistios’ Vater und einige Reden, die der Verteidigung gegen persönliche Kritik dienen. Die „Privatreden“ 23 und 33 und vielleicht auch 28 sind unvollständig überliefert.
In den Staatsreden pflegt Themistios den jeweiligen Herrscher zu preisen und zugleich dessen aktuelle Maßnahmen und Absichten darzulegen und zu erläutern. Daher spiegeln die Reden weitgehend die Regierungspolitik. In manchen Fällen tritt er als Wortführer der Senatoren und Repräsentant Konstantinopels auf. Nebenbei bringt er auch seine persönlichen Anliegen zur Geltung. Anzeichen für Opportunismus sind deutlich erkennbar; die während ihrer Regierungszeit verherrlichten Herrscher werden in nach ihrem Tod gehaltenen Reden kritisiert.
Bei den Staatsreden handelt es sich um die folgenden:
- Rede 1 „Über die Philanthropie oder Constantius“ (350 oder 351),[5] gehalten in Konstantinopel oder Ancyra vor Constantius II. Der Anlass ist möglicherweise eine Amnestie für Anhänger des Gegenkaisers Magnentius, die dem Redner Gelegenheit bietet, die philosophische Haltung des Kaisers zu rühmen. Jedenfalls führt sich Themistios bei Constantius ein und wirbt für seine politische Philosophie.
- Rede 2 „Dass der Kaiser am ehesten ein Philosoph sei, oder Dankrede“ (November 355),[30] gehalten in Konstantinopel vor dem Senat, dann an den Hof Constantius’ II. nach Mailand geschickt. Themistios dankt für seine Ernennung zum Senator, die Constantius dem Senat in einem für den Redner schmeichelhaften Brief mitgeteilt hat.
- Rede 3 (April/Mai 357), gehalten in Rom vor Constantius II. im Auftrag des Senats von Konstantinopel. Themistios überbringt dem Herrscher anlässlich einer Feier ein Geschenk.
- Rede 4 (wohl 357 oder 358),[31] gehalten in Konstantinopel vor dem Senat anlässlich einer Feier für Constantius II.
- Rede 5 (1. Januar 364), gehalten in Ancyra vor Kaiser Jovian anlässlich des Konsulatsantritts des Kaisers und seines Sohnes Varronianus; bald darauf wurde die Rede in Konstantinopel wiederholt.[32]
- Rede 6 „Die Geschwisterliebenden oder Über die Philanthropie“ (364), gehalten in Konstantinopel vor dem Senat und Kaiser Valens. Der Anlass ist die Herrschaftsteilung zwischen Valentinian I. und Valens, von deren Zweckmäßigkeit die Senatoren überzeugt werden sollen.[33]
- Rede 7 „Über die unter Valens ins Unglück Geratenen“ (366 oder 367), gehalten vermutlich in Konstantinopel vor dem Senat und Kaiser Valens. Der Anlass ist das Ende der Maßnahmen des Kaisers gegen Anhänger des besiegten Gegenkaisers Procopius.[34]
- Rede 8 (368 oder 369, wahrscheinlich 368), gehalten in Marcianopolis vor Kaiser Valens anlässlich der Feier des fünfjährigen Regierungsjubiläums. Themistios gibt dem Publikum zu verstehen, dass Valens den kostspieligen Krieg gegen die Goten bald beenden will.
- Rede 9 (1. Januar 369), wahrscheinlich in Marcianopolis im Winterlager des Kaisers Valens gehalten. Nach einer abweichenden, unzureichend begründeten Forschungsmeinung wurde die Rede nicht gehalten, sondern dem Kaiser nur übersandt.[35] Der Anlass ist der Konsulatsantritt des noch nicht dreijährigen Kaisersohns Valentinianus Galates.
- Rede 10 „Über den Frieden“ (369 oder 370),[36] gehalten vor Kaiser Valens, wahrscheinlich im Senat von Konstantinopel, anlässlich des Friedensschlusses mit den Goten.
- Rede 11 „Zum zehnjährigen Regierungsjubiläum oder Über die Reden, die sich gegenüber dem Kaiser ziemen“ (373 oder 374), gehalten vor Kaiser Valens, wahrscheinlich in Antiochia, anlässlich des zehnjährigen Regierungsjubiläums des Herrschers.
- Rede 13 „Über die Liebe oder Über die königliche Schönheit“ (376), gehalten vor Kaiser Gratian, an dessen Hof sich Themistios in einer diplomatischen Mission begeben hat.[37]
- Rede 14 (Frühjahr/Sommer 379), gehalten vor Kaiser Theodosius I., wahrscheinlich in Thessalonike, im Auftrag des Senats von Konstantinopel, der dem neuen Kaiser seine Loyalität versichern lässt.[38]
- Rede 15 „Welche ist die königlichste der Tugenden?“ (Januar 381), gehalten in Konstantinopel vor Kaiser Theodosius I. und dem Senat. Themistios vertritt die Überzeugung, eine von Gerechtigkeit und Humanität geprägte Innenpolitik sei vordringlicher als militärische Erfolge bei der Abwehr äußerer Feinde, denn ein gut verwalteter, von einem tugendhaften Herrscher regierter Staat sei notwendigerweise auch militärisch überlegen.[39]
- Rede 16 (1. Januar 383), gehalten in Konstantinopel vor Kaiser Theodosius I. und dem Senat. Der Anlass ist der Friedensschluss mit den Goten und der Konsulatsantritt von Themistios’ Freund und Gönner Saturninus, der als Kommandeur am Gotenkrieg teilgenommen hat und an dessen Beendigung maßgeblich beteiligt war. Themistios versucht Skeptiker davon zu überzeugen, dass der Frieden notwendig, sinnvoll und ein römischer Erfolg sei.[40]
- Rede 17 „Über die Ernennung zum Stadtpräfekten“ (383 oder 384), gehalten in Konstantinopel vor dem Senat. Themistios dankt für die Ernennung, rühmt den Kaiser und rechtfertigt seine – offenbar umstrittene – Entscheidung, das Amt anzutreten.
- Rede 18 „Über die Bereitschaft des Kaisers zuzuhören“ (wahrscheinlich Anfang 384, spätestens Anfang 385),[41] gehalten in Konstantinopel vor Kaiser Theodosius I. und dem Senat.
- Rede 19 „Über die Philanthropie des Kaisers Theodosius“ (wahrscheinlich 383 oder 384, spätestens 387),[42] gehalten in Konstantinopel vor Kaiser Theodosius I. und dem Senat. Der Anlass ist die Begnadigung von Personen, die wegen Hochverrat verurteilt worden waren; Themistios nutzt die Gelegenheit, die humane Gesinnung des Herrschers zu rühmen.

### Sonstige Werke
Im 9. Jahrhundert berichtet Photios von Platon-Kommentaren des Themistios, von denen ansonsten nichts bekannt ist. Dabei scheint es sich um ein Missverständnis zu handeln. Auch eine Mitteilung des Photios, wonach Themistios neben den Paraphrasen auch Aristoteles-Kommentare im traditionellen Sinn verfasste, dürfte auf einem Irrtum beruhen.
Erst 1985 wurde ein Fragment „An den Kaiser“ entdeckt; der Text, der das Verhältnis des Herrschers zu Gott behandelt, ist an einen nicht genannten Kaiser – vermutlich Theodosius I. – gerichtet.
Themistios verfasste ein Werk „Über die Tugend“ (Peri aretḗs, nur in einer syrischen Fassung aus dem 6. Jahrhundert erhalten) und eines „Über die Seele“ (Peri psychḗs, bis auf Fragmente bei Johannes Stobaios, deren Echtheit umstritten ist, verloren). Vielleicht handelte es sich dabei ursprünglich nicht um Abhandlungen, sondern um Reden. Nicht erhalten geblieben sind seine Briefe, darunter insbesondere die an Libanios gerichteten. Nur in einer arabischen Übersetzung überliefert ist eine Abhandlung über die Syllogistik.
Ebenfalls nur in einer arabischen Übersetzung, die auf einer syrischen Übersetzung aus dem Griechischen fußt, ist ein Werk „Über die Regierung des Staates“ erhalten, als dessen Verfasser Themistios genannt wird. Wahrscheinlich war es für Theodosius I. bestimmt. Das in der Forschung unter seiner arabischen Bezeichnung risālat bekannte Werk war vielleicht ursprünglich eine Abhandlung in Briefform. Eine nur arabisch überlieferte, Themistios zugeschriebene Epitome aus den zoologischen Werken des Aristoteles ist sicher unecht.

## Lehre
In seiner Philosophie verbindet Themistios auf zeittypische Weise aristotelische und platonische Elemente; er ist vom Einklang dieser beiden Richtungen überzeugt. Spezifisch neuplatonischer Einfluss macht sich bei ihm verschiedentlich bemerkbar, dominiert jedoch nicht. Inwieweit Themistios als Neuplatoniker zu betrachten und wie in seinem Denken der platonische und der aristotelische Einfluss zu gewichten ist, ist in der Forschung umstritten. Manche Philosophiehistoriker betrachten ihn nicht als Neuplatoniker, sondern in erster Linie als Aristoteliker; andere plädieren für eine stärkere Gewichtung der neuplatonischen Aspekte seines Denkens. John Vanderspoel rückt ihn in die Nähe des späten Mittelplatonismus.

### Politische Philosophie und Ethik
Ein zentrales Anliegen des Themistios ist die Umsetzung philosophischer Lehren in der Praxis durch Teilnahme am politischen Leben. Das Handeln des Staatsmanns hat für ihn Vorrang gegenüber einem rein kontemplativen philosophischen Leben. Darin unterscheidet sich seine Haltung von derjenigen Kaiser Julians und spätantiker Neuplatoniker, die dem Erkenntnisstreben einen höheren Rang zuweisen als der politischen Aktivität. Er sieht die Hauptaufgabe des Philosophen in der Beratung des Herrschers und Einflussnahme auf die Politik im Sinne seiner Grundsätze. Nach Themistios’ Ansicht sind die Voraussetzungen dafür unter den zeitgenössischen Verhältnissen günstiger als in der Zeit des Sokrates. Seine Einschätzung der politischen Einflussmöglichkeiten eines Denkers, der zugleich Redner ist, zeugt von einer ausgeprägt optimistischen Einstellung. Die religiösen Spannungen können diesen Optimismus nicht erschüttern, obwohl er sich zu einer angefeindeten Religion bekennt, deren Anhänger zunehmend aus Machtpositionen verdrängt werden. Mit seiner Rolle als Vertreter der Philosophie in der Welt der Politik identifiziert er sich so stark, dass er oft den Begriff „die Philosophie“ als Selbstbezeichnung verwendet.
Der Herrscher (König oder Kaiser) ist für Themistios ein Vertreter der Gottheit. Seine Aufgabe ist – womit Themistios eine berühmte Forderung Platons aufgreift – die Angleichung an Gott, soweit dies möglich ist. Damit wird seine Regierung zum Abbild der kosmischen Herrschaft Gottes. Diesem Ziel nähert er sich durch seine Tugenden, unter denen Themistios die Philanthropie als herausragende Herrschertugend hervorhebt. Zur Bezeichnung der göttlichen Instanz verwendet Themistios den Begriff „Gott“ (theós), wobei er sich so ausdrückt, dass Christen ebenso wie Anhänger der griechischen Religion seine Aussagen in den Kontext ihrer jeweiligen religiösen Bezugssysteme einordnen können.
Die Philanthropie verbindet alle Tugenden des Herrschers zu einer Einheit. Auch andere spätantike Schriftsteller würdigen die Philanthropie, doch Themistios ist der einzige, der sie in den Mittelpunkt seiner politischen Philosophie stellt. Er versteht darunter eine Menschenfreundlichkeit, die sich insbesondere in der Milde gegenüber Straftätern und besiegten Feinden zeigt. Sie beschränkt sich nicht auf Angehörige des eigenen Volkes, sondern erstreckt sich auf die gesamte Menschheit. Damit soll der Herrscher konsequent dem Vorbild der Gottheit folgen, die für alle Menschen gleichermaßen zuständig ist. Themistios verweist auf Homer, der Zeus als Vater der Götter und der Menschen bezeichnet hat. In diesem Sinne solle auch der Kaiser sich als „Vater“ nicht nur der Römer, sondern auch der Skythen betrachten. Mit dem Begriff „Skythen“ meint Themistios hier die aus römischer Sicht barbarischen, feindlichen Völker. Indem er fordert, sie in die philanthropische kaiserliche Fürsorge einzubeziehen, bekennt er sich zugleich indirekt zum römischen Weltherrschaftsanspruch. Er vertraut auf die Assimilationskraft der römischen Zivilisation, die in der Lage sei, unzivilisierte Völker zu zähmen und aus Barbaren Römer zu machen. Dies sei in der Vergangenheit geglückt und werde daher auch mit den Goten gelingen, die nun als Foederaten akzeptiert werden. Die Philanthropie betrachtet Themistios nicht als angeborene Disposition, sondern als Haltung, die sich der Herrscher durch philosophische Bildung anzueignen hat. Zum Erlernen dieser Haltung gehört insbesondere Orientierung an geeigneten historischen Vorbildern.
Ein besonderes Kennzeichen seines Denkens ist sein Eintreten für religiöse Toleranz. Diese Haltung ergibt sich aus seiner Überzeugung, dass manche religiöse Fragen jenseits des Zuständigkeitsbereichs staatlicher Gesetzgebung liegen. Er argumentiert, es sei sinnlos, einen religiösen Glauben durch staatliche Anordnungen erzwingen zu wollen; damit züchte man nur Opportunismus. Es gebe verschiedene Wege, die zu Gott führen, und Gott selbst gewähre jedem Menschen die Freiheit, seinen religiösen Weg selbst zu wählen; dies habe der Staat zu respektieren. Gott wolle religiöse Vielfalt und freue sich an dieser Mannigfaltigkeit. Es sei der Wettstreit untereinander, der die Menschen zu Anstrengungen motiviere; wer sich nicht an einem Gegner messen könne, verfalle in Trägheit. Daher sei auch unter den Religionen Konkurrenz wünschenswert. Die Anlage zur Frömmigkeit sei ein gemeinsames Merkmal aller Menschen, die Art der Gottesverehrung jedoch ergebe sich aus der besonderen Veranlagung einzelner Völker und Individuen, die von Gott so gewollt sei. In diesem Sinne plädiert er nicht nur für ein friedliches Zusammenleben von paganen und christlichen Staatsbürgern, sondern auch für Frieden innerhalb des christlichen Teils der Bevölkerung zwischen Arianern und Anhängern des Konzils von Nicäa.
Das Übel bzw. das Böse spielt im Denken und Weltbild des Themistios eine relativ geringe Rolle. Er betrachtet den Kosmos als insgesamt gut eingerichtet und von einer fürsorglichen Gottheit gelenkt. Das Schlechte in der Welt sieht er als bloßen Mangel. Er führt es einerseits auf die Unzulänglichkeit der Materie zurück, andererseits auf menschliche Schwäche, die sich dann bemerkbar mache, wenn es an guter Erziehung fehle. Dagegen helfe eine auf Einsicht und Tugendhaftigkeit zielende Bildung. Die Materie hält er nicht für an sich schlecht, sondern er meint, dass sie nach dem Göttlichen strebe, dabei aber durch ihre Mangelhaftigkeit behindert werde.

### Intellektlehre und Erkenntnistheorie
In seiner Darstellung von Aristoteles’ Erkenntnistheorie aus De anima 3,4–8 betont Themistios, dass in der aristotelischen Philosophie die „tätige Vernunft“ zwar eine göttliche Beschaffenheit aufweise, aber nicht – wie Alexander von Aphrodisias annahm – mit dem aristotelischen Gott zu identifizieren sei. Er meint, die tätige Vernunft sei vielmehr in einem bestimmten transzendenten, noetischen Bereich angesiedelt, der Gott untergeordnet und der Sphäre des individuellen Daseins der Menschen übergeordnet sei. Die tätige Vernunft manifestiere sich dank ihrer Verbindung mit der ihr untergeordneten „möglichen Vernunft“, zu der sie sich wie Form zu Materie verhalte, in der menschlichen Seele. Sowohl die tätige als auch die mögliche Vernunft könnten vom Körper des Menschen abgetrennt werden; nur aus ihnen bestehe die unsterbliche Seele. Daneben gebe es noch eine dritte, passive Vernunft (pathētikós nous), die untrennbar mit dem Körper verbunden und somit vergänglich sei. Sie sei für das Gedächtnis, die Gemütsbewegungen und das diskursive Denken zuständig. Nach dem Tod gebe es aus aristotelischer Sicht keine Erinnerung an die zu Lebzeiten gegebene Verknüpfung der tätigen und der möglichen Vernunft mit der passiven Vernunft, die mit dem Körper untergegangen sei. Diese Interpretation der aristotelischen Intellektlehre gibt die Position des Aristoteles nicht getreu wieder, sondern präsentiert sie in einer unter dem Einfluss der neuplatonischen Denkweise etwas modifizierten Gestalt.
Themistios teilt die ablehnende Haltung des Aristoteles gegenüber der Ideenlehre Platons, indem er eine eigenständige Existenz der Ideen außerhalb der Sinnesobjekte verwirft. Andererseits billigt er die in seiner Zeit verbreitete Annahme, dass die immateriellen Formen im göttlichen Intellekt zu lokalisieren sind. Er glaubt wie Aristoteles, dass der göttliche Intellekt nichts erfasst, was außerhalb von ihm ist. Im Gegensatz zu Aristoteles nimmt er aber an, dass der göttliche Intellekt auch die intelligiblen Objekte erfasst, denn diese seien innerhalb von ihm. Dieses Erfassen betreffe nicht die Einzeldinge in ihrer Separatheit, sondern sei als gesamthaftes zu verstehen.

### Logik
Traditionell wurden nur die Modi der ersten Schlussfigur der aristotelischen Syllogistik als vollkommen betrachtet und die Modi der anderen Figuren wurden auf sie zurückgeführt. Der Neuplatoniker Maximos von Ephesos, ein Zeitgenosse des Themistios, vertrat dagegen die Auffassung, alle Syllogismen seien vollkommen und trügen ihren Gültigkeitsgrund in sich. Da die Modi der ersten, von Aristoteles als alleinig vollkommen betrachteten Figur nicht der Gültigkeitsgrund für die anderen Modi seien, sei deren herkömmliche Reduktion auf einen Modus der ersten Figur überflüssig. Dem widersprach Themistios in einer Schrift, die nur in arabischer Übersetzung überliefert ist und in der Forschungsliteratur unter dem französischen Titel Traité (Traktat) zitiert wird. Themistios war ein Anhänger der von Alexander von Aphrodisias vertretenen Theorie der Figurenentstehung. Sie besagt, dass die zweite und die dritte Figur durch Konversion einer Prämisse aus der ersten Figur entstanden sind. Dabei seien die Eigenschaften der Modi der ersten Figur auf die Modi der anderen Figuren übertragen worden; die erste Figur habe die beiden anderen Figuren „erzeugt“. Für den Gültigkeitsbeweis sei in umgekehrter Richtung zum Prozess der Figurenentstehung vorzugehen. Themistios vertrat diese Theorie aber nicht in ihrer ursprünglichen Fassung, wonach alle hergeleiteten Modi durch Konversion einer Prämisse der Grundmodi gewonnen sind, sondern in einer modifizierten Variante, wonach nur die Figuren, nicht aber ihre einzelnen Modi durch Prämissenkonversion entstanden sind.

## Rezeption

### Spätantike
Nach dem Urteil des Zeitgenossen Libanios war Themistios nicht nur ein hervorragender Redner, sondern auch „der beste der Philosophen“. Libanios verglich ihn mit Demosthenes und nannte ihn einen zweiten Platon. Kaiser Julian ließ sich als Redner von seinen Reden inspirieren. Die zehn Gesandtschaften, mit denen ihn der Senat beauftragte, und zwei Statuen, die ihm auf kaiserliche Anweisung errichtet wurden, zeugen von seinem Ruhm.
Hohe Wertschätzung fand Themistios auch bei Christen. Von seinem Ansehen in christlichen Kreisen zeugen an ihn gerichtete Briefe des Kirchenvaters Gregor von Nazianz, der sich als seinen Freund bezeichnet. Gregor nennt ihn den „großen Themistios“, „König der Worte“ und einen tüchtigen Philosophen. Im 5. Jahrhundert gaben die Kirchengeschichtsschreiber Sozomenos und Sokrates ihre Wertschätzung für den mäßigenden Einfluss des paganen Redners am Kaiserhof zu erkennen.
Die von Themistios befürwortete Politik des Ausgleichs mit feindlichen Fremdvölkern stieß allerdings auf Widerspruch; eine abfällige Bemerkung des paganen Geschichtsschreibers Ammianus Marcellinus über „gelehrte Schmeichler“, die Kaiser Valens zu angeblich weitsichtigen, in Wirklichkeit verhängnisvollen Konzessionen an die Goten bewogen hätten, dürfte sich auf Themistios beziehen.
Stark war die Nachwirkung der Aristoteles-Paraphrasen, vor allem der Paraphrase von De anima. Vettius Agorius Praetextatus, ein Zeitgenosse des Themistios, erstellte – wie Boethius berichtet – seine lateinische Fassung der Ersten und der Zweiten Analytiken nicht nach dem Originaltext des Aristoteles, sondern nach Themistios’ Paraphrasen; diese Übersetzung wurde aber nicht ins Mittelalter gerettet. Die spätantiken Aristoteles-Kommentatoren Simplikios, Boethius und Johannes Philoponos gehörten zu den Benutzern von Paraphrasen des Themistios. Der Verfasser der sehr beliebten, fälschlich Augustinus zugeschriebenen Schrift De decem categoriis (Pseudo-Augustinus) stützte sich auf die Kategorien-Paraphrase.

### Mittelalter
Im Byzantinischen Reich fand im 9. Jahrhundert Photios lobende Worte für den Stil des Themistios. Deutlicher als in der mittelalterlichen byzantinischen Literatur ist die Themistios-Rezeption in der islamischen Welt erkennbar. Die Paraphrasen der Analytica priora und Analytica posteriora, der Physik, des zwölften Buchs der Metaphysik, der Kategorien, der Topik sowie von De anima und De caelo wurden ins Arabische übersetzt. Im 11. Jahrhundert stimmte Avicenna der Auffassung des Themistios über die Erfassung der intelligiblen Objekte durch den göttlichen Intellekt zu. Im 12. Jahrhundert zitierte der einflussreiche Aristoteles-Kommentator Averroes arabische Paraphrasen-Übersetzungen. In seinem großen Kommentar zu De anima machte er ausgiebig von der Paraphrase dieser Schrift Gebrauch. Er sah in Themistios einen frühen Vertreter seiner eigenen Intellektlehre, kritisierte allerdings dessen Auffassung vom göttlichen Intellekt, insoweit sie von der des Aristoteles abweicht. Die Themistios-Zitate in Aristoteles-Kommentaren des Averroes, die ins Lateinische übersetzt wurden, waren eine Hauptquelle für die Kenntnis der Ansichten des spätantiken Philosophen in der lateinischsprachigen Gelehrtenwelt des Mittelalters.
Auf der Grundlage arabischer Übersetzungen wurden im 13. Jahrhundert zwei Paraphrasen ins Hebräische übertragen: Moses ibn Tibbon übersetzte 1255 die Paraphrase des zwölften Buches der Metaphysik, Zerahjah ben Isaak 1284 die Paraphrase von De caelo. Im 14. Jahrhundert übersetzte Todros Todrosi Auszüge aus der Paraphrase der Analytica priora ins Hebräische und fügte sie in seine philosophische Anthologie ein.
Gerhard von Cremona übersetzte im 12. Jahrhundert die Paraphrase der Analytica posteriora aus dem Arabischen ins Lateinische. Zu den Benutzern seiner Übersetzung zählten Robert Grosseteste und Albert der Große. Die Paraphrase zu De anima wurde erst 1267 von Wilhelm von Moerbeke aus dem Griechischen ins Lateinische übersetzt. Moerbeke stellte seine Übersetzung Thomas von Aquin zur Verfügung, der sie in seiner Streitschrift „Über die Einheit des Intellekts gegen die Averroisten“ und in seinem Kommentar zu De anima ausgiebig zitierte. Thomas nutzte seine Kenntnis der Paraphrase zur Untermauerung seiner These, Averroes habe das aristotelische Konzept des Intellekts falsch ausgelegt; er behauptete, Averroes habe Themistios missverstanden. Zahlreiche spätmittelalterliche Scholastiker nahmen auf Themistios’ Interpretation der aristotelischen Seelenlehre Bezug. Zu ihnen gehören Heinrich Bate, Jakob von Viterbo und Siger von Brabant. Siger entdeckte in der Paraphrase von De anima einen hilfreichen Zugang zum Denken des Aristoteles.

### Neuzeit

Titelblatt der Aristoteles-Paraphrasen in der lateinischen Übersetzung von Ermolao Barbaro, Druck von Girolamo Scoto (Hieronymus Scotus), Venedig 1542

Schon im 15. Jahrhundert zirkulierten Abschriften von Paraphrasen des Themistios in humanistischen Kreisen, doch gab es noch keine Drucke. Im späten 15. Jahrhundert fertigte der berühmte Humanist Ermolao Barbaro eine lateinische Übersetzung der Paraphrasen an, die erstmals 1481 in Treviso gedruckt wurde. Sie war sehr erfolgreich; im 16. Jahrhundert folgten zahlreiche weitere Ausgaben. 1534 erschien in Venedig die erste griechische Ausgabe der Werke des Themistios; Vettore (Victor) Trincavelli brachte sie als Aldine heraus. Sie enthält die im griechischen Original erhaltenen Aristoteles-Paraphrasen sowie acht Reden. Trincavellis Ausgabe der Paraphrasen wurde erst 1866 durch eine neue Edition ersetzt. Auch die beiden nur hebräisch überlieferten Paraphrasen wurden im 16. Jahrhundert in lateinischen Übersetzungen zugänglich: Mosè Finzi (Finzius) übersetzte die Paraphrase zum zwölften Buch der Metaphysik (gedruckt in Venedig 1558), Mosè Alatino die Paraphrase zu De caelo (gedruckt in Venedig 1574).
Eine lateinische Übersetzung der acht von Trincavelli herausgegebenen Reden, angefertigt von Girolamo Donzellini (Hieronymus Donzellinus), wurde 1559 in Basel veröffentlicht. Diese acht sowie sechs weitere Reden edierte Henri Estienne (Henricus Stephanus) im griechischen Original in Paris 1562. 1684 brachte Jean Hardouin in Paris eine Gesamtausgabe der Reden mit lateinischer Übersetzung heraus; es fehlten allerdings die 34. Rede und die Vorbemerkung (theoria) zur 20. Rede, die erst im 19. Jahrhundert entdeckt wurden.
Für die Entwicklung des Aristotelismus in der italienischen Renaissance spielten die Paraphrasen des Themistios eine wichtige Rolle. In den Debatten über die individuelle Unsterblichkeit der Seele und die Einheit des Intellekts ging man auf seine Seelen- und Intellektlehre ein. Zu den Denkern, die sich damit auseinandersetzten, gehören Nicoletto Vernia, Agostino Nifo, Pier Nicola Castellani, Pietro Pomponazzi und Cristoforo Marcello. Galilei befasste sich mit der Physik-Paraphrase, die er in Barbaros lateinischer Übersetzung las.
Die Urteile über Themistios fielen in der Frühen Neuzeit unterschiedlich aus. Isaac Casaubon war von den Reden begeistert; er schrieb 1609 in einem Brief, sie seien sehr schön und sehr elegant. Leibniz zitierte Themistios, ohne ihn namentlich zu nennen; er machte sich den Philanthropiegedanken des antiken Redners zu eigen, das Konzept einer generell menschenfreundlichen Gesinnung, die nicht nur Angehörigen des eigenen Volkes zugutekommt. Ein vernichtendes Urteil fällte hingegen im 18. Jahrhundert der Philologe Johann Jakob Reiske. Er bezeichnete Themistios als Schmeichler und eitlen Schwätzer, der in allen Reden weitgehend das gleiche vorgebracht habe.
Auch in der Moderne haben manche Gelehrte Themistios als opportunistischen Lobredner ohne philosophisches Format eingeschätzt. Andere Forscher streben ein ausgewogeneres Urteil an; so weist John Vanderspoel auf das spätantike Verständnis der Funktion von Panegyrik und auf eine didaktische Absicht des Redners hin. Peter Heather und David Moncur konstatieren seine Wendigkeit und Anpassungsfähigkeit, die durchaus einen „schamlos“ opportunistischen Zug aufweise, sehen ihn aber auch als außergewöhnlich geschickten Konsensbauer und „Spindoctor“ und billigen ihm zu, dass sein Toleranzideal einer echten persönlichen Überzeugung entsprochen habe.
Nachdem Angelo Mai die 34. Rede entdeckt und 1816 ediert hatte, veröffentlichte Giacomo Leopardi 1821 einen Aufsatz, in dem er das von Themistios vertretene Philanthropie-Konzept kritisch interpretierte.
1832 brachte Wilhelm Dindorf in Leipzig die erste moderne Ausgabe aller Reden heraus, 1866 Leonhard Spengel die erste moderne Ausgabe der Paraphrasen.
Henrik Ibsen lässt in seinem 1903 uraufgeführten Drama Kaiser und Galiläer, das vom Leben und Tod Kaiser Julians handelt, Themistios als Redner „Themisteos“ auftreten.

## Textausgaben
Reden
- Heinrich Schenkl, Glanville Downey, Albert Francis Norman (Hrsg.): Themistii orationes quae supersunt. 3 Bände, Teubner, Leipzig 1965–1974 (Edition der Reden; Band 3 enthält Fragmente verlorener Werke sowie den syrischen Text von „Über die Tugend“ und den arabischen von „Über die Regierung des Staates“. Vgl. zum ersten Band die sehr kritische Rezension von Günther Christian Hansen in Gnomon Bd. 38, 1966, S. 662–666)
- Jacques Schamp, Omer Ballériaux (Hrsg.): Thémistios. Discours I–IV. Tome I: Les héritiers de Constantin. (Collection Budé. Band 567). Editions Les Belles Lettres, Paris 2022.

Aristoteles-Paraphrasen
- Max Wallies (Hrsg.): Themistii analyticorum posteriorum paraphrasis (= Commentaria in Aristotelem Graeca. Band 5, Teil 1). Georg Reimer, Berlin 1900 (kritische Ausgabe; Digitalisat).
- Richard Heinze (Hrsg.): Themistii in libros Aristotelis de anima paraphrasis (= Commentaria in Aristotelem Graeca. Band 5, Teil 3). Georg Reimer, Berlin 1899 (kritische Ausgabe).
- Heinrich Schenkl (Hrsg.): Themistii in Aristotelis physica paraphrasis (= Commentaria in Aristotelem Graeca. Band 5, Teil 2). Georg Reimer, Berlin 1900 (kritische Ausgabe).

Fragment „An den Kaiser“
- Eugenio Amato, Ilaria Ramelli (Hrsg.): L’inedito Πρὸς βασιλέα di Temistio. In: Byzantinische Zeitschrift. Band 99, 2006, S. 1–67 (kritische Edition, italienische Übersetzung und ausführliche Untersuchung).

## Mittelalterliche und frühneuzeitliche Übersetzungen
Arabisch
- Aburraḥmān Badawi (Hrsg.): Arisṭū ʿind al ʿArab: Dirāsa wa-nuṣūṣ gair manšūra. Band 1, Kairo 1947, S. 309–325 (arabische Fassung der Abhandlung über die Syllogistik).
- Malcolm Cameron Lyons (Hrsg.): An Arabic Translation of Themistius Commentary on Aristoteles De anima. University of South Carolina Press, Columbia (South Carolina) 1973 (kritische Edition).

Hebräisch
- Samuel Landauer (Hrsg.): Themistii in libros Aristotelis de caelo paraphrasis (= Commentaria in Aristotelem Graeca. Band 5, Teil 4). Georg Reimer, Berlin 1902 (kritische Ausgabe des hebräischen Textes und seiner lateinischen Übersetzung von Mosè Alatino; online).
- Samuel Landauer (Hrsg.): Themistii in Aristotelis metaphysicorum librum Λ paraphrasis (= Commentaria in Aristotelem Graeca. Band 5, Teil 5). Georg Reimer, Berlin 1903 (kritische Ausgabe des hebräischen Textes und seiner lateinischen Übersetzung von Mosè Finzi).
- Shalom Rosenberg, Charles Manekin (Hrsg.): Japheth in the Tents of Shem: Themistius’ Commentary on the Analytica priora. In: Mosheh Idel (Hrsg.): Sēfer hay-yôvēl li-Šelomo Pînes bi-melē'at lô šemônîm šānā. Band 2, Jerusalem 1990, S. 267–274.

Lateinisch (mittelalterlich)
- Gerard Verbeke (Hrsg.): Thémistius: Commentaire sur le traité de l’âme d’Aristote (= Corpus Latinum commentariorum in Aristotelem Graecorum Bd. 1). Brill, Leiden 1973 (kritische Edition der lateinischen Übersetzung von Wilhelm von Moerbeke).
- James Reginald O’Donnell (Hrsg.): Themistius’ Paraphrasis of the Posterior Analytics in Gerard of Cremona’s Translation. In: Mediaeval Studies 20, 1958, S. 239–315 (kritische Edition der lateinischen Übersetzung von Gerhard von Cremona).

Lateinisch (Renaissance)
- Charles Lohr (Hrsg.): Themistii libri paraphraseos … Interprete Hermolao Barbaro (= Commentaria in Aristotelem Graeca, Versiones Latinae. Band 18). Minerva, Frankfurt a. M. 1978 (Neudruck der Ausgabe Venedig 1499 mit Einführung des Herausgebers Lohr).
- Die humanistischen lateinischen Übersetzungen von hebräischen Fassungen der Paraphrasen sind zusammen mit den hebräischen Texten ediert, siehe oben unter „Hebräisch“.

## Moderne Übersetzungen
Deutsch
- Johann Gildemeister, Franz Bücheler: Themistios Περὶ ἀρετῆς. In: Rheinisches Museum für Philologie. Band 27, 1872, S. 438–462.
- Hartmut Leppin, Werner Portmann (Übers.): Themistios: Staatsreden. Hiersemann, Stuttgart 1998, ISBN 3-7772-9809-3.
- Hugo Schneider (Hrsg.): Die 34. Rede des Themistios. Keller, Winterthur 1966 (griechischer Text und Übersetzung der Rede mit Einleitung und Kommentar).

Englisch
- Robert J. Penella (Übers.): The Private Orations of Themistius. University of California Press, Berkeley 2000, ISBN 0-520-21821-3.
- Alberto Rigolio (Übers.): Themistius: On Virtue. In: James Wilberding, Julia Trompeter, Alberto Rigolio (Übers.): Michael of Ephesus: On Aristotle, Nicomachean Ethics 10, with Themistius, On Virtue. Bloomsbury Academic, London u. a. 2019, ISBN 978-1-350-08507-7, S. 207–276.
- Shalom Rosenberg, Charles Manekin (Übers.): Themistius on Modal Logic. Excerpts from a commentary on the prior analytics attributed to Themistius. In: Jerusalem Studies in Arabic and Islam. Band 11, 1988, S. 83–103.
- Simon Swain: Themistius and Valens. Orations 6–13 (= Translated Texts for Historians. Band 78). Liverpool University Press, Liverpool 2021, ISBN 978-1-80085-677-6.
- Robert B. Todd (Übers.): Themistius: On Aristotle, On the Soul. Duckworth, London 1996, ISBN 0-7156-2659-0.
- Robert B. Todd (Übers.): Themistius: On Aristotle, Physics 1–3. Bloomsbury, London 2012, ISBN 978-0-7156-3922-1
- Robert B. Todd (Übers.): Themistius: On Aristotle, Physics 4. Duckworth, London 2003, ISBN 0-7156-3199-3.
- Robert B. Todd (Übers.): Themistius: On Aristotle, Physics 5–8. Duckworth, London 2008, ISBN 978-0-7156-3664-0.

Französisch
- Aburraḥmān Badawi: Traité de Thémistius en réponse à Maxime au sujet de la réduction de la deuxième et la troisième figures à la première. In: Aburraḥmān Badawi: La transmission de la philosophie grecque au monde arabe. 2. Auflage. Vrin, Paris 1987, ISBN 2-7116-0047-5, S. 180–194 (französische Übersetzung der mittelalterlichen arabischen Übersetzung des im griechischen Originaltext nicht erhaltenen Werks über Syllogistik).
- Rémi Brague: Thémistius: Paraphrase de la Métaphysique d’Aristote (livre Lambda). Vrin, Paris 1999, ISBN 2-7116-1411-5.

## Hilfsmittel
- Antonio Garzya: In Themistii orationes index auctus. Bibliopolis, Napoli 1989, ISBN 88-7088-221-7.